# CityNightLine

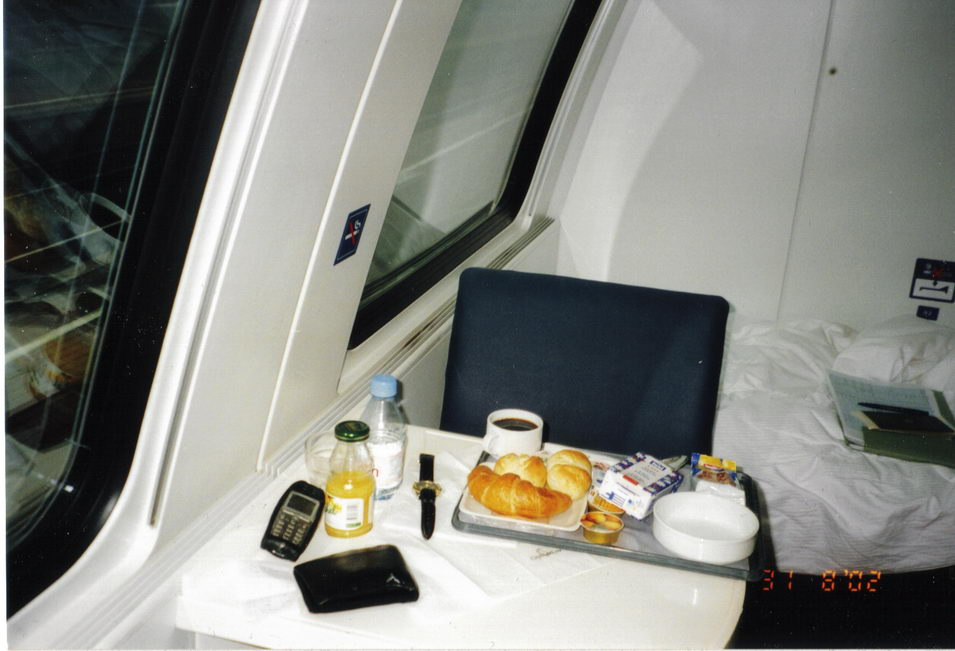
Lůžkový patrový vůz CityNightLine (oddíl třídy Deluxe s jedním nebo dvěma lůžky, stolkem, sprchou a toaletou)

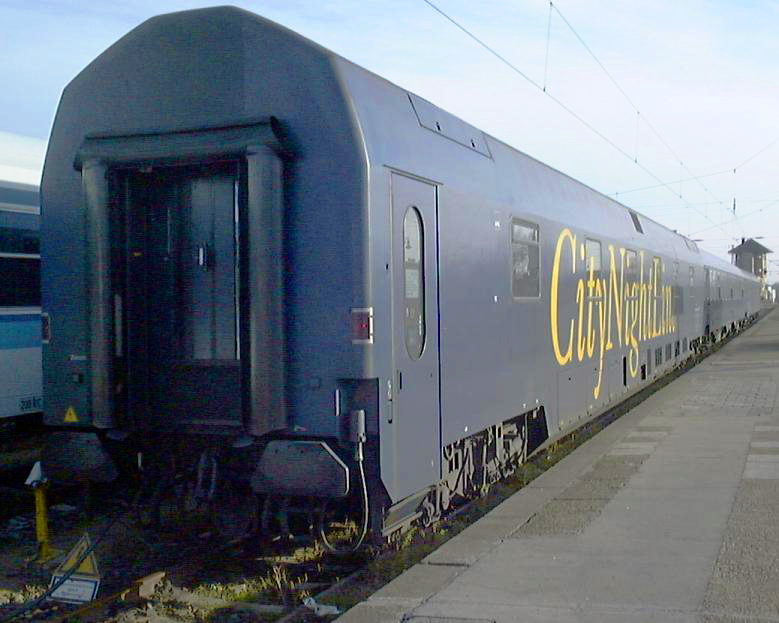
Lůžkový vůz CNL

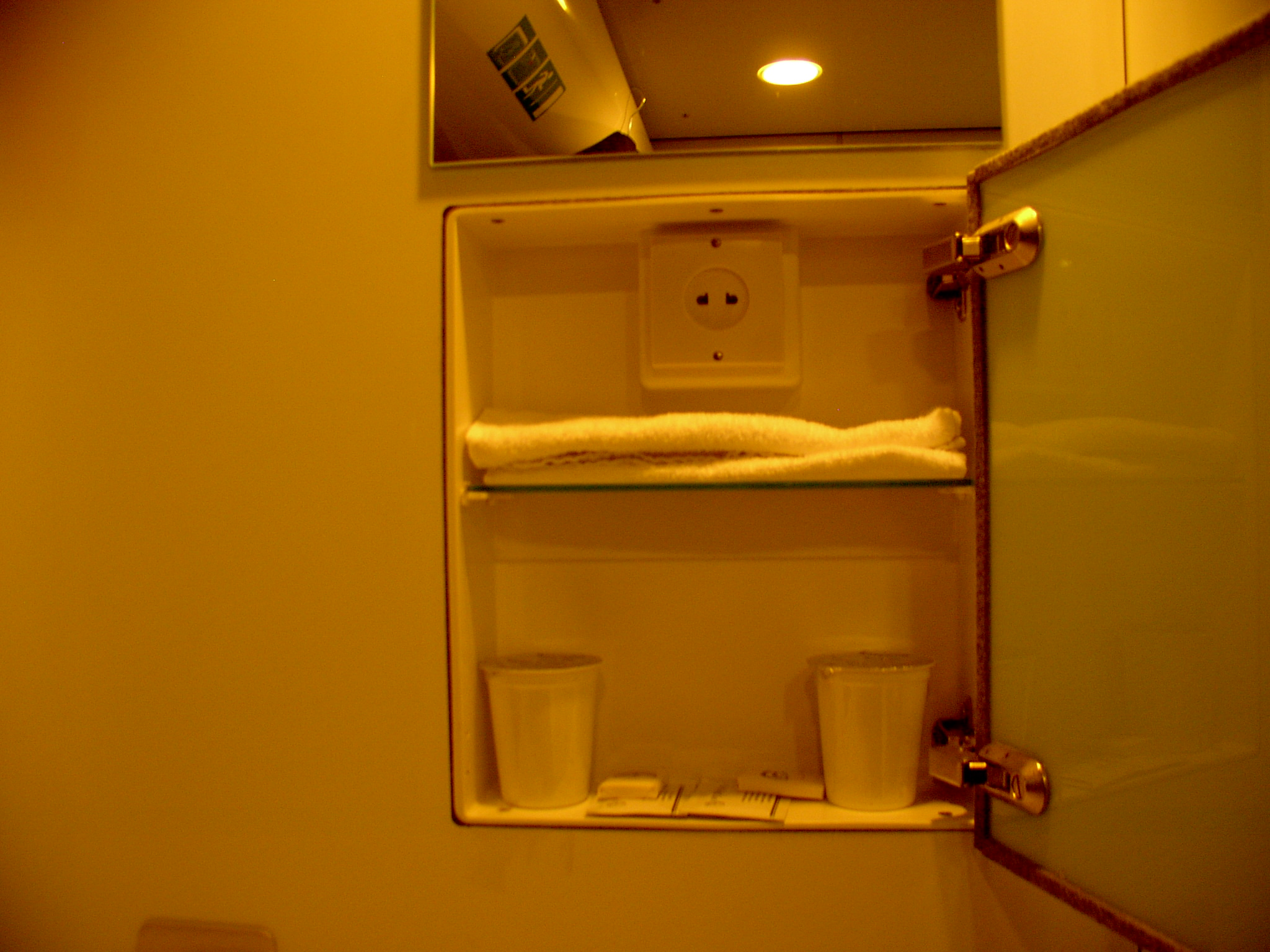
Skříňka na toaletní potřeby v oddíle Economy

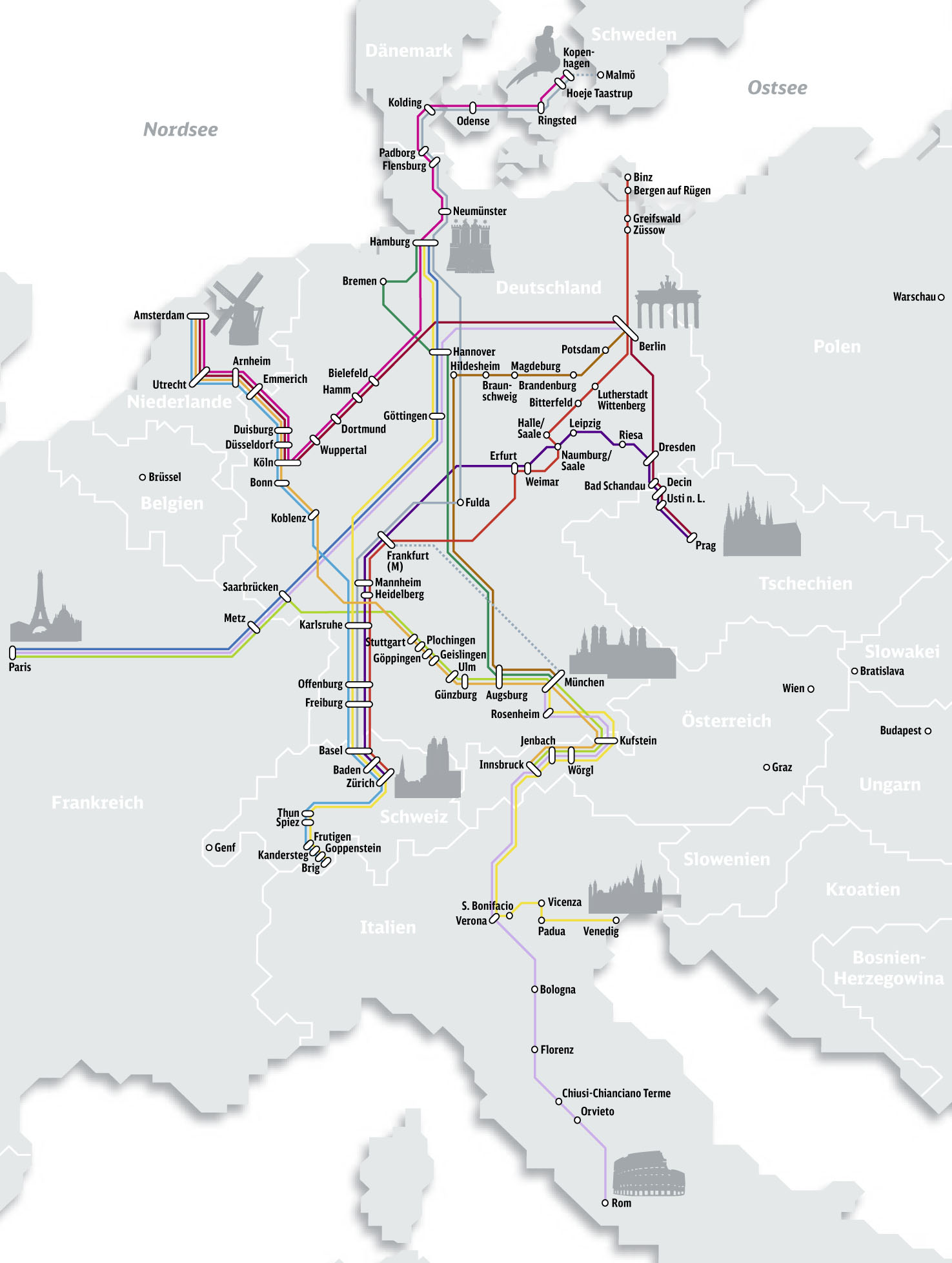
Síť vlaků CNL v roce 2011

City Night Line, zkráceně CNL, byla značka mezinárodních nočních vlaků provozovaných v Německu, Nizozemsku, Rakousku, Švýcarsku Dánsku, Belgii, Francii, Itálii a Česku německými drahami Deutsche Bahn.
Na konci roku 2016 byl provoz vlaků ukončen a část linek začala být operována rakouskými drahami ÖBB pod značkou NightJet. Vlaky CNL byly složeny z lůžkových, lehátkových a vozů k sezení (velkoprostorových Sleeperetee nebo oddílových (s kupé)). Některé vlaky měly také zařazen jídelní vůz ať už v části nebo v celé trase. Vlaky CNL byly zavedeny jako značkový, kvalitní produkt, používající pouze nové nebo rekonstruované vozy (oproti do té doby jezdícím nočním rychlíkům). Od 9. prosince 2007 byly provozovány pod značkou DB City Night Line, která nahradila do té doby používané značky DB Nachtzug (NZ), UrlaubsExpress (UEx) a původní City Night Line (CNL). Vozidla obdržela jednotný nátěr bílé s červeným okenním pruhem, dveře jsou celé bílé.

## Trasy
V jízdním řádu 2012/2013 jsou vlaky DB City Night Line provozovány v následujících trasách.
| Vlak číslo          | Jméno vlaku | Trasa                                                                                   |
| ------------------- | ----------- | --------------------------------------------------------------------------------------- |
| CNL 40447 CNL 40473 | Borealis    | Amsterdam – Kolín nad Rýnem – Hamm – Hamburg – Kodaň                                    |
| CNL 1286 CNL 1287   | Pyxis       | Hamburg – Hannover – Augsburg – Mnichov                                                 |
| CNL 450 CNL 451     | Perseus     | Paříž – Saarbrücken – Hannover – Berlín                                                 |
| CNL 40418 CNL 40451 | Cassiopeia  | (Innsbruck) – Mnichov – Ulm – Stuttgart – Saarbrücken – Paříž                           |
| CNL 40462 CNL 40463 | Pictor      | Mnichov – Tarvisio Boscoverde – Udine – Benátky                                         |
| CNL 457 CNL 456     | Kopernikus  | Amsterdam – Kolín nad Rýnem – Dortmund – Berlín – Drážďany – Praha                      |
| CNL 419 CNL 418     | Pollux      | Amsterdam – Kolín nad Rýnem – Stuttgart – Mnichov – Innsbruck                           |
| CNL 40419 CNL 40478 | Pegasus     | Amsterdam – Kolín nad Rýnem – Karlsruhe – Basel – Zürich – Brig                         |
| CNL 1258 CNL 1259   | Sirius      | (Ostseebad Binz) – Berlín – Erfurt – Frankfurt nad Mohanem – Karlsruhe – Basel – Zürich |
| CNL 458 CNL 459     | Canopus     | Praha – Drážďany – Leipzig – Frankfurt nad Mohanem – Basel – Zürich                     |
| CNL 1246 CNL 1247   | Capella     | Mnichov – Augsburg – Berlin                                                             |
| CNL 478 CNL 479     | Komet       | Hamburg – Hannover – Karlsruhe – Basel – Zürich – Brig                                  |
| CNL 473 CNL 472     | Aurora      | Kodaň – Frankfurt nad Mohanem – Karlsruhe – Basel                                       |
| CNL 40456 CNL 41473 | Orion       | Kodaň – Hamburg – Berlin – Dresden – Praha                                              |
| CNL 485 CNL 484     | Lupus       | Mnichov – Rosenheim – Innsbruck – Bologna – Florencie – Chiusi Chianciano Terme – Řím   |

## Vozový park a vozové třídy

### Vozy k sezení
- oddílové se šesti sedadly v oddíle, sedadla proti sobě v různých osách pro větší pohodlí pro nohy
- velkoprostorové Sleeperette se sedadly s uspořádáním za sebou, vysokou opěrkou hlavy a individuálním osvětlením

### Lehátkové vozy
- oddíly se šesti lehátky
- oddíly se šesti lehátky s využitím pouze čtyř lehátek

### Lůžkové vozy
- vozy typu Comfortline
  - oddíly Economy s umyvadlem a možností využití WC a sprchy na představku vozu se třemi lůžky v oddíle
  - oddíly Deluxe s umyvadlem, sprchou a WC v oddíle
- vozy patrové
  - oddíly Economy s umyvadlem a možností využití WC a sprchy na představku vozu se dvěma nebo čtyřmi lůžky v oddíle
  - oddíly Deluxe se stolkem, židlemi, šatnou, umyvadlem, sprchou a WC v oddíle
- v lůžkových vozech snídaně v ceně lůžkového lístku